# Спаситель мира

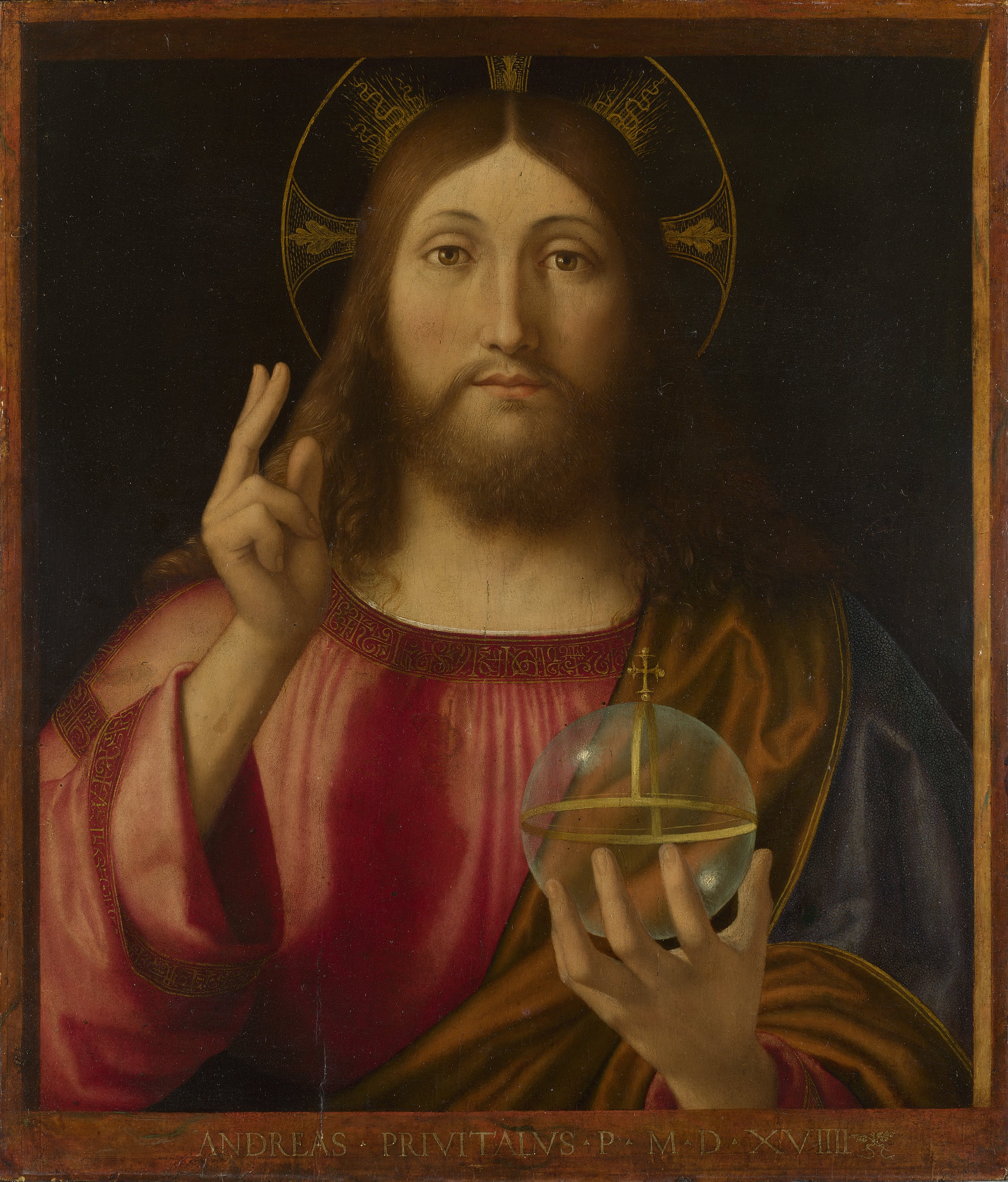
Картина Андреа Превитали

Спаситель мира (лат. Salvator Mundi) — одно из сакральных наименований Иисуса Христа, тип иконографического церковного образа. Композиция призвана выразить эсхатологическое значение владычества Христа над судьбами мира.

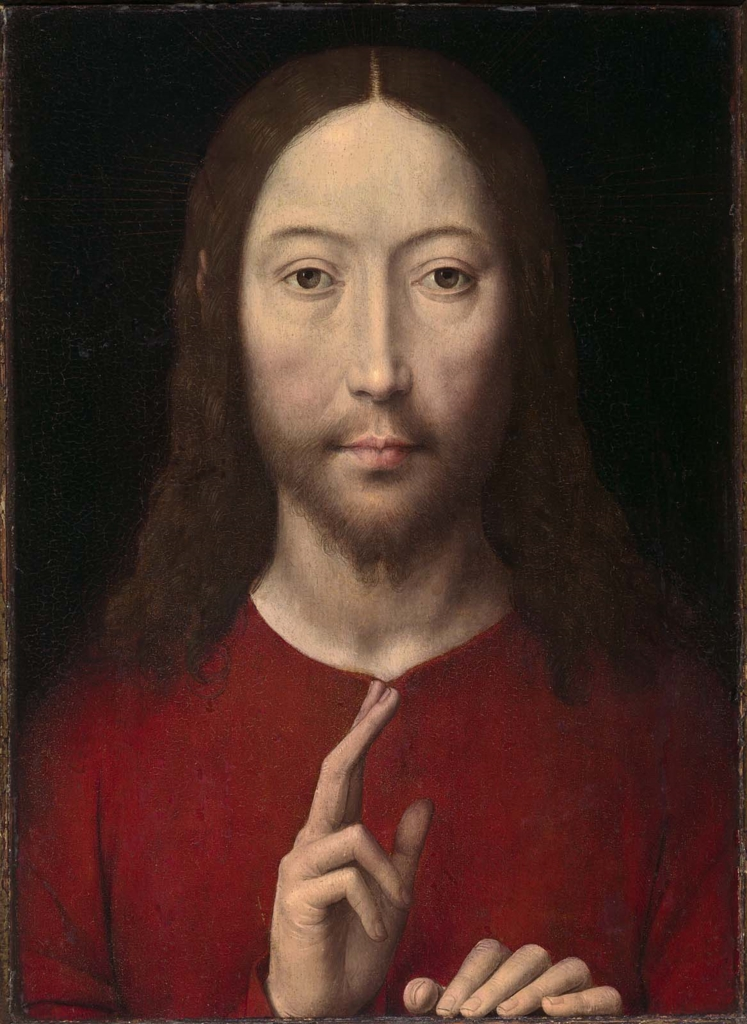
На картине Ханса Мемлинга представлен сокращенный сюжет, без державы

Христос изображается строго фронтально (погрудно или по пояс), с правой рукой поднятой в благословляющем жесте, и державой увенчанной крестом (в более ранних работах — без неё) в левой руке. Сопутствующий сюжет может также составлять фигура Девы Марии.
Сюжет был распространен в искусстве Ренессанса, являясь популярной темой для многих итальянских художников эпохи Возрождения, а также представителей Северного Ренессанса — Ян ван Эйка, Ханса Мемлинга и Альбрехта Дюрера и других. Наиболее известной работой на этот сюжет является одноимённая картина, приписываемая Леонардо да Винчи.

## Известные трактовки

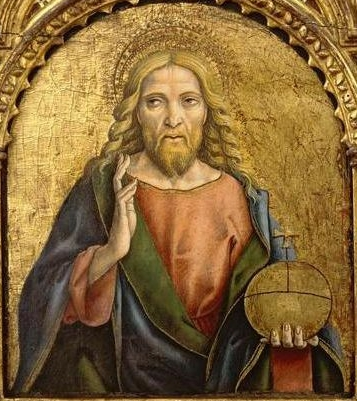
Карло Кривелли
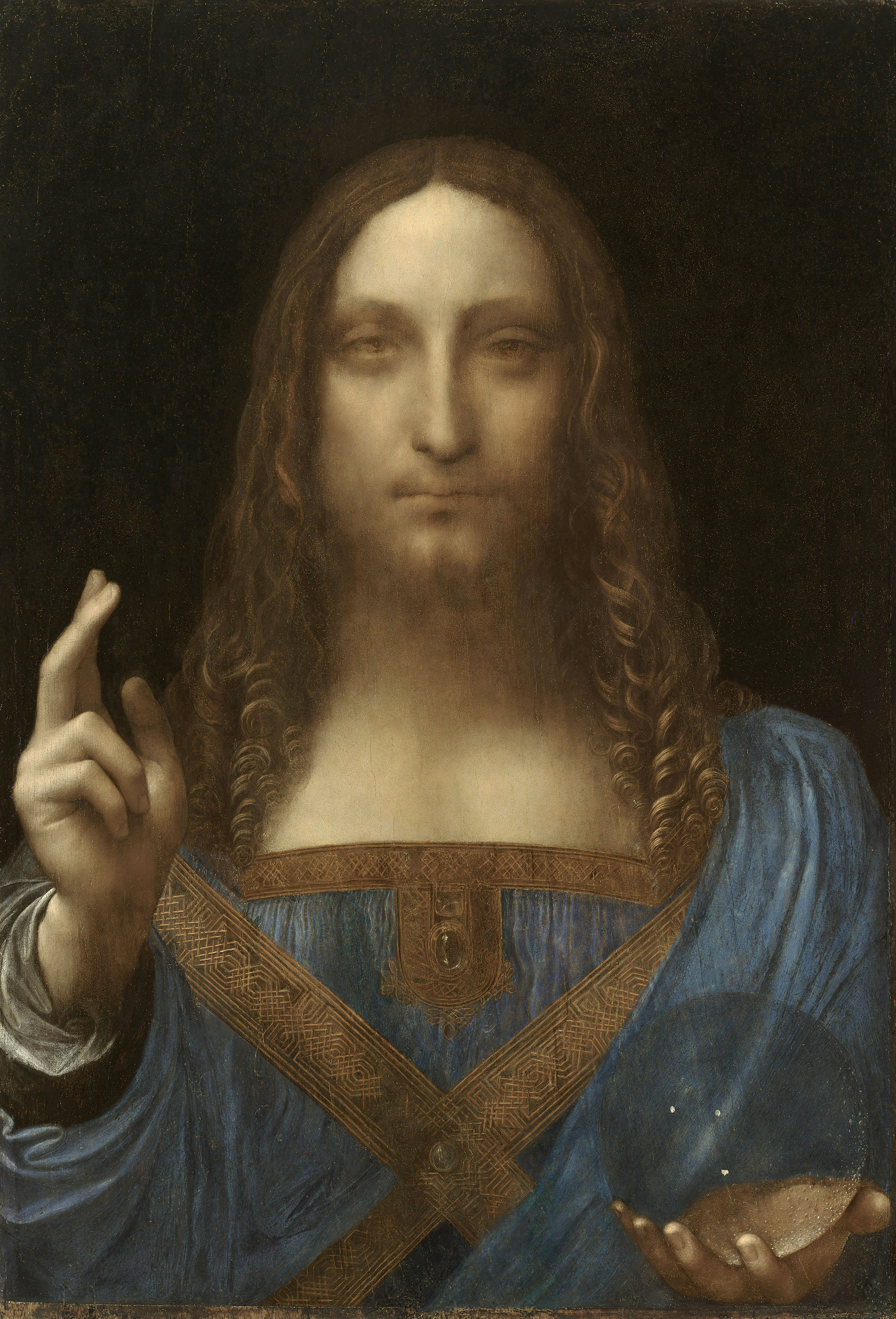
Леонардо да Винчи
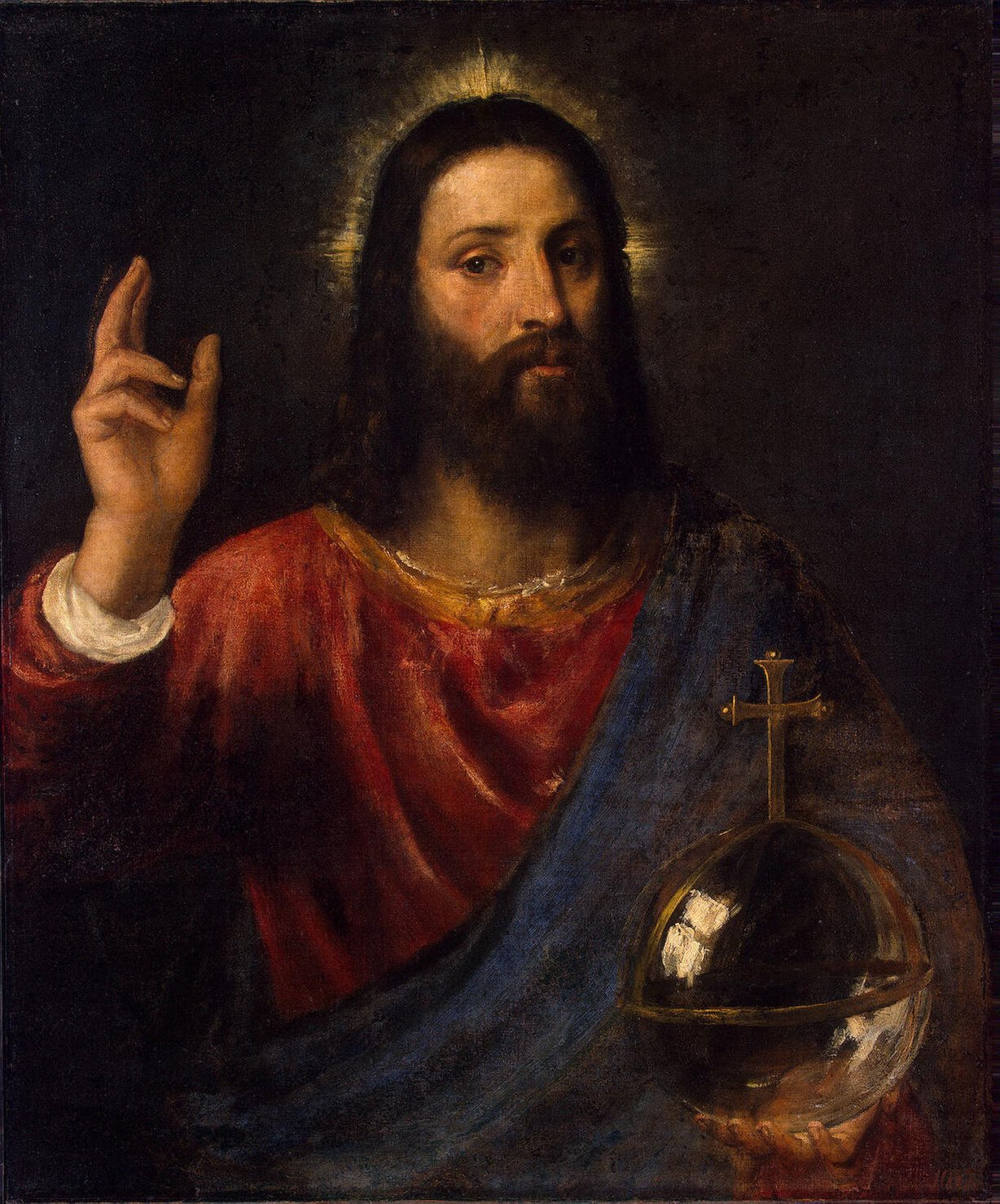
Тициан